# 马和乡
马和乡，曾是中华人民共和国山西省晋中市灵石县下辖的一个乡镇级行政单位。2021年5月，撤销马和乡，整建制并入静升镇。

## 行政区划
马和乡下辖以下地区：
马和村、许家坡底村、张嵩村、小柏沟村、大柏沟村、尽林头村、曲陌村、军寨村、腰庄村、下寨村、南头庄村、杨家原村、葫芦头村、东梧桐村和西梧桐村。